# Хронология войны в Персидском заливе
Война в Персидском заливе (17 января — 28 февраля 1991) — война между Ираком и многонациональными силами во главе с США за освобождение и восстановление независимости Кувейта.

## Иракско-кувейтский кризис
- Май 1990 — Президент Ирака Саддам Хусейн обвиняет Кувейт и Объединённые Арабские Эмираты в «экономической войне» против Ирака в связи с превышением этими странами квот ОПЕК на добычу нефти.
- 16 июля 1990 — Ирак обвиняет Кувейт в краже нефти с приграничного нефтерождения Румайла.
- 22 июля 1990 — Иракская армия начинает развёртывание вдоль иракско-кувейтской границы.
- 31 июля 1990 — В Саудовской Аравии начались переговоры между иракским и кувейтским представителями о путях урегулирования конфликта между странами.
- 2 августа 1990 — Вторжение иракской армии в Кувейт. К концу дня Кувейт почти полностью оккупирован. Совет Безопасности ООН осуждает вторжение и требует немедленного отвода иракских войск.

## Оккупация Кувейта
- 6 августа 1990 — Совет Безопасности ООН вводит торговое эмбарго против Ирака в ответ на оккупацию Кувейта.
- 7 августа 1990 — США начинают операцию «Щит пустыни» для защиты Саудовской Аравии от возможного иракского вторжения.
- 8 августа 1990 — Саддам Хусейн объявляет об аннексии Кувейта.
- 12 августа 1990 — ВМС США начинают морскую блокаду Ирака.
- 14 сентября 1990 — Великобритания и Франция объявляют об отправке своих войск в Саудовскую Аравию.
- 29 ноября 1990 — Принятие Резолюции СБ ООН 678, дающей Ираку срок до 15 января для вывода своих войск из Кувейта. В противном случае силы Многонациональной коалиции получают право «использовать все необходимые средства» для прекращения оккупации Кувейта.
- 9 января 1991 — Переговоры в Женеве между госсекретарём США Джеймсом Бейкером и министром иностранных дел Ирака Тариком Азизом заканчиваются безрезультатно.
- 15 января 1991 — Истекает срок ультиматума ООН. Ирак продолжает оккупацию Кувейта.

## Война в Персидском заливе
- 17 января 1991 — Многонациональные силы начинают военную операцию против Ирака «Буря в пустыне».
- 18 января 1991 — Ирак начинает обстреливать территорию Израиля оперативно-тактическими ракетами СКАД.
- 25 января 1991 — Иракская армия выпускает огромное количество нефти в Персидский залив.
- 29 января 1991 — Иракская армия вторгается на территорию Саудовской Аравии в районе брошенного города Хафджи. В течение нескольких дней наступление отбито с участием войск Саудовской Аравии, Катара и морской пехоты США.
- 13 февраля 1991 — Бомбардировка бомбоубежища Амирия. В результате удара американской авиации по бомбоубежищу погибают сотни мирных иракцев.
- 22 февраля 1991 — Президент США Дж. Буш даёт Ираку 24 часа на вывод своих войск из Кувейта.
- 24 февраля 1991 — Многонациональные силы начинают операцию «Сабля пустыни» (более раннее название «Меч пустыни») — наземное наступление.
- 25 февраля 1991 — Иракская ракета СКАД падает на американские казармы в Дахране, Саудовская Аравия. Погибло 28 американцев — самые большие единовременные потери Многонациональной коалиции за всю войну.
- 26 февраля 1991 — Освобождён Эль-Кувейт. Саддам Хусейн отдаёт приказ иракской армии покинуть территорию Кувейта.
- 27 февраля 1991 — Бомбардировка американской авиацией «Шоссе смерти».
- 28 февраля 1991 — Война в Персидском заливе окончена. Кувейт освобождён.
- 3 марта 1991 — подписание официального соглашения о прекращении огня в Сафване.
- 3 апреля 1991 — Совет Безопасности ООН принимает резолюцию 687, подводящую итоги войны.